# 小笠原村立小笠原中学校
小笠原村立小笠原中学校（おがさわらそんりつ おがさわらちゅうがっこう）は、東京都小笠原村父島字宮之浜道にある公立中学校。小笠原小学校に隣接しており、グランド・体育館・プールは小笠原小学校と共同で使用している。
離島に所在している特性を生かしてイルカ・クジラ海洋調査などの授業を行っている。運動会は小笠原小学校および小笠原高校と合同で実施される。

## 歴史
当校開校までは、アメリカ軍が所有していた9年制のラドフォード提督初等学校で、3名のアメリカ人教員による英語での教育が行われていた。そのため当校が設立された当時、生徒・児童たちは日本語をほとんどわからない状態であった。
- 1968年6月26日 - 開校。ラドフォード提督学校の施設を引き継ぎ、小笠原小学校とともに設立[2]。
- 1972年9月3日 - 中学校新校舎が完成し小学校と分離、現在地に移転[2]。
- 1972年12月19日 - 校旗制定[2]。
- 1973年5月13日 - PTA設立[2]。
- 1978年6月14日 - プール完成[2]。
- 1978年6月26日 - 校歌制定[2]。
- 1980年4月8日 - 身障学級が開設[2]。
- 1991年3月31日 - 身障学級が閉鎖[2]。
- 1995年9月29日 - 島しょ教育研修会が始まる。以後毎年開催[2]。
- 1997年6月13日 - 台風6号により理科室の窓枠が全壊し、浸水[2]。

## 部活動
体育系
- サッカー部[2]
- バレーボール部[2]
- テニス部[2]
- 卓球部[2]
- バドミントン部[2]
- 野球部[2]

文化系
- 科学部[2]
- 音楽部[2]
- 英語部[2]